# Antonio Lucas Marín
Antonio Lucas Marín (Cieza, España, 3 de mayo de 1945), es catedrático de Sociología, Doctor en Ciencias Económicas por la Universidad de Bilbao (1976) donde se licenció en 1968, Licenciado en Ciencias de la Información por la Universidad Complutense de Madrid en 1971. Expresidente de la Asociación Madrileña de Sociología (AMS). Fundador y expresidente de la Asociación Iberoamericana de Sociología de las Organizaciones y Comunicación (AISOC). Participa activamente como ponente y profesor invitado en numerosos Congresos y Seminarios a nivel nacional e internacional

## Carrera
Es Doctor en Ciencias Económicas por la Universidad de Bilbao (1976), donde se licenció (1968). También es licenciado en Ciencias de la Información por la Universidad Complutense de Madrid (1971). Ha sido profesor en la Universidad de Navarra desde el año 1969 al 1972, de la Universidad de Cantabria del 1974 al 1981 y de la Universidad de Oviedo desde 1981 al año 1986. Desde 1986 a 1994 ha enseñado como Profesor Titular de Sociología en la Facultad de Ciencias de la Información de la Universidad Complutense de Madrid, donde ha sido Director del Departamento de Sociología VI (1994-1998) y Catedrático de Sociología (2005-2015). Ha sido director del máster online "Comunicación en las organizaciones" de la UCM (2004-2011). También es ha sido invitado como profesor visitante en numerosas universidades de diferentes países. Ha dedicado dos años sabáticos a la investigación y a la enseñanza en Stanford University (1997-1998) y en Peking University (2007-2008). Actualmente continua como docente e investigador en diferentes universidades españolas y de otros países. 
Ha realizado investigaciones sociológicas en ámbitos como la realidad social, la comunicación, las organizaciones, y más recientemente sobre efectos sociales de las tecnologías de la información y la comunicación y desarrolla un proyecto de formación sobre realidad social en las redes sociales (Twitter, Facebook, LinkedIn,Tiktok, Pinterest, Instagram, Threads). Es promotor y miembro activo de varios grupos internacionales de investigación social en el entorno de la Asociación Internacional de Sociología, ISA (RC-10, RC-17 y AISOC).

## Investigación
Desde 1995, su labor investigadora se ha centrado en el análisis de los efectos sociales de las nuevas tecnologías, así como en diversas áreas de la sociología, entre las que se incluyen: 
- Participación y democracia en las organizaciones.
- Efectos de la comunicación de masas.
- Construcción de la realidad social a través de la comunicación.
- Cultura organizacional.

Ha coordinado el grupo de trabajo sobre Participación en las Organizaciones de la Federación Española de Sociología, así como el grupo de profesores de Sociología de la Empresa y de las Organizaciones. También ha sido presidente de la Asociación Madrileña de Sociología.
Es fundador de la Asociación Internacional de Sociología de las Organizaciones y la Comunicación (AISOC), entidad de la que fue presidente en los años 2001 y 2004, y de la que continúa siendo miembro permanente de su comité ejecutivo.
A lo largo de su trayectoria academica ha asistido a numerosos congresos y seminarios, y ha participado como ponente, organizador o miembro de comités científicos en distintos encuentros académicos nacionales e internacionales. Es miembro activo de la International Sociological Association (ISA), con participación en diversos comités de investigación.
Ha sido profesor visitante en varios centros de investigación tanto en España como en el extranjero, y ha dirigido o participado como investigador en múltiples proyectos de investigación en el ámbito de la sociología.

## Estancias y Actividades en Centros Extranjeros
-Estancias de estudio en The London School of Economics and Political Sciences (Universidad de Londres) en 1979 y 1981, en colaboración con los departamentos de Sociología y relaciones Industriales. Financiado por la Universidad de Santander. Visitas de trabajo a las universidades de Oxford, Cambridge, Lancaster, y a la Open University. 
-¨Visiting Scholar¨en 1984, en el institute for social research de la Universidad de Michigan. Con la ayuda del comité Hispano-Norteamericano, trabajo de investigación concertado de las universidades de Columbia, Harvard, Cornell y Berkeley.
-Invitado en el departamento de Sociologia de la Universidad de Bolonia en 1985. Con reuniones de trabajo en la Universidad Católica de Milán, en la Universidad de Florencia, en la Universidad de Roma y en el CENSIS.
"Gestfoscar" (Investigador invitado) en Arbetslivscentrum (Centro Sueco para la Vida del Trabajo) en junio-septiembre de 1987. Financiado por la embajada Sueca. Durante esta primera instancia, visitas programadas en Suecia y en varios países nórdicos, y entrevistas con responsables de investigación en la Universidad de Estocolmo, Upsala y Helsinki. 
-Investigador invitado por el gobierno Yugoslavo en el centro Yugoslavo Edvard Kardelj para el estudio de la Autogestión en 1988, con visitas programadas y entrevista programadas a las universidades de Belgrado, Sarajevo y Zagreb. 
-Profesor visitante en 1989 en diferentes Universidades de Colombia, Peru y Chile, impartiendo conferencias (10) y asistiendo a numerosas reuniones de trabajo universitario (14) sobre temas de Sociología general, Sociología Industrial y Sociología de la Comunicación de Masas. Financiado por el ICI. 
-Profesor invitado en diferentes centros universitarios y de investigación social de los países bálticos en 1992: en el Estonian Management Institute con sede en Tallin, en Letonia y en Lituania. (en la Universidad de Vilnius). 
-Visita organizada por USIA (United States Information Agency) a diferentes universidades y centros de investigacion norteamericanos especializados en el tema "organizational communication", durante los dias 26 de septiembre a 9 de octubre de 1993. Trabajando entre otros centros en State University of New York (Buffalo), Canisius College (Buffalo), University of Colorado (Boulder), Arizona State University (Phenix) and UCLA (Los Angeles).
-Profesor invitado en diferentes Centros Universitarios Europeos en 1996: en la facultad de Ciencias de la información de la Universidad de Moldavia (Chisinev) y en la academia búlgara de Ciencias Sociales (Sofia).
-"Visiting Scholar" en Stanford University, invitado por el center of Latin American Studies, durante Julio y Agosto 2003.

## Publicaciones
- Sociología de las organizaciones: Influencia de las TIC (2013)[3]
- Sociología de la Comunicación (1999)[4]
- Introducción a la sociología (1979)[5]
- La realidad social: transformaciones recientes en España (2010)[6]
- Introducción a la sociología: el estudio de la realidad social (1996)
- Sociología de la Empresa (1981)[7]
- La comunicación en la empresa y en las organizaciones (1997)[8]
- Estructura social: la realidad de las sociedades avanzadas (2006)[9]
- La nueva sociedad de la información: una perspectiva desde Silicon Valley[10]
- Fundamentos de Teoría Sociológica (1995)[11]
- Las Construcción de las organizaciones: la cultura de la empresa (2001)[12]
- Madrid en el siglo XXI: transformaciones y retos de su realidad social. http://www.antoniolucas.es/index.php/2013/07/05/madrid-en-el-siglo-xxi-tendencias-y-retos-de-su-realidad-social
- La participación en el trabajo: el futuro del trabajo humano (1995). http://www.antoniolucas.es/index.php/2010/07/28/la-participacion-en-el-trabajo
- La sociología que se viene: ¿Qué piensan los jóvenes sociólogos madrileños? (2013). http://www.antoniolucas.es/index.php/2013/07/05/la-sociologia-que-viene-que-piensan-los-jovenes-sociologos-madrilenos
- Razón y sociedad (1992). http://www.antoniolucas.es/index.php/1992/05/07/razon-y-sociedad
- Komunikazioaren soziologia (2010). http://www.antoniolucas.es/index.php/2010/01/28/29
- Hacia una teoría de Comunicación de Masas (1976). http://www.antoniolucas.es/index.php/1976/04/27/hacia-una-teoria-de-la-comunicacion-de-masas
- Sociología: una invitación al estudio de la realidad social (2004). https://www.casadellibro.com/libro-sociologia-una-invitacion-al-estudio-de-la-realidad-social/9788431322205/993282
- La nueva comunicación (2009) https://www.casadellibro.com/libro-la-nueva-comunicacion/9788498790603/1483279
- La realidad social: transformaciones recientes en España (2010) https://dialnet.unirioja.es/servlet/libro?codigo=418763

### Organizaciones y trabajo
- El trabajo en la Nueva Sociedad de la Información (2002)
- La participación en el trabajo (1995)
- Sociología para la empresa (1994)
- Sociología de la Empresa (1992)

### Comunicación
- Sociología de las Organizaciones. Influencia de las tecnologías de la información y la comunicación (2013)[13]
- Komunikazioaren soziologia (2010)[14]
- La nueva comunicación (2009)[15]
- Las TIC´s: cambios en el modelo de la comunicación (2006)
- Sociología de la comunicación (2003)
- Comunicación en la empresa y organizaciones (1997)[16]
- Hacía una teoría de la comunicación de masas (1976)

### Sociología general
- Sociología: El estudio de la realidad social (2011)[17]
- Sociología: Una invitación al estudio de la realidad social (2006)
- Estructura social (2006)
- Introducción a la Sociología (2002)
- Fundamentos de Teoría Sociológica (1995)
- Neither Capitalism Nor Socialism: In Search of Utopia (1994)
- Razón y Sociedad (1992)
- Las clases sociales en la ciudad de Santander (1981)

### Cambio social y modernización
- La realidad social: Transformaciones recientes en España (2010)[18]
- Sociedad del siglo XXI y Ciencia (2003)
- The change towards a new informational society (2002)
- Trabajo y participación en la nueva sociedad de la Información (2001)
- La nueva sociedad de la información (2000)

## Cursos de Licenciatura
-Cursos 1970-1971 y 1971-1972: Dos cursos completos de Sociología de la Comunicación en la Facultad de Periodismo Universidad de Navarra. Unos 150 alumnos cada curso. 
-Cursos 1974-75 a 1979-1980. Seis cursos completos de Sociología de la empresa en la escuela universitaria de Empresariales de Santander. Cada curso a un grupo de unos 200 alumnos. 
-Cursos 1979-1980 a 1985-86. Seis cursos completos de Sociología de la empresa en la escuela universitaria de Estudios empresariales de la Universidad de Oviedo. A dos grupos por curso, con un total de 300 alumnos por año. 
-Cursos 1986-87 a 1996-97. Once cursos completos de Sociología a dos grupos de alumnos en la Facultad de Ciencias de la Información de la Universidad Complutense de Madrid. Lo que supone mas de 300 alumnos cada año. 
-Cursos 1999-2000. Dos cuatrimestres de Sociología, un curso cuatrimestral de Sociología de la comunicación y otro de nueva comunicación Nuevas Organizaciones. Lo que supone mas de 300 alumnos cada año. 
-Cursos 2001-2003. Dos cuatrimestres de Sociología, un curso cuatrimestral de Sociología de la Comunicación y otro de nueva comunicación Nuevas Organizaciones. Lo que supone un promedio de 300 alumnos por año.

## Cursos de Doctorado
-Cursos 1983-84 y 1984-86. Dos veces sobre "la participación en el Trabajo", en el departamento de Sociología de la facultad de económicas de la Universidad de Oviedo.
-Curso 1985-1986: La estructura social de Asturias en el departamento de Sociología de la facultad de Económicas de Oviedo. 
-Curso 1986-1987 a 1988-1989: Tres veces "El estudio sociológico de la participación en el trabajo", en el departamento de Sociología de la Facultad de ciencias de la información de la Universidad Complutense de Madrid. 
-Curso 1999-2000 a 2003-2004: Cinco veces "Consecuencias sociales de las nuevas tecnologías de la información", en el departamento de Sociología de la Facultad de Ciencias de la información de la Universidad Complutense de Madrid.